# 瓦斯托
瓦斯托（義大利語：Vasto），是意大利基耶蒂省的一个市镇。总面积70.65平方公里，人口39811人，人口密度563.5人/平方公里（2009年）。ISTAT代码为069099。